# Савлатова
Савлатова — хутор в Кизильском районе Челябинской области России. Входит в состав Полоцкого сельского поселения.

## География
Расположен в восточной части района, на берегу реки Кайрахты. Расстояние до районного центра села Кизильского 70 км.
Уличная сеть представлена Хуторской ул.

## История
Хутор основан в 1937 году казахами.

## Население
| 2002 | 2010 |
| ---- | ---- |
| 20   | ↘7   |

(в 1995 — 9)